# Hippolyte Mège-Mouriés
Hippolyte Mège-Mouriés, nascut a Draguignan el 24 d'octubre de 1817 i traspassat a París el 31 de maig de 1880), va ser un químic francès que va inventar la margarina.

## Biografia
Hippolyte Mège-Mouriés, era fill d'un mestre d'escola primària. El 1838 va obtenir una feina a la farmàcia central de l'Hospital de París i va començar a publicar contribucions originals en la química aplicada.

## Obra
Mège-Mouriés va estudiar els àcids grassos durant els anys 1860, i les seves recerques li permeteren el 1869 obtenir una patent per a la producció de margarina. El 1869 l'emperador Napoleó III de França va oferir un premi a qualsevol que pogués fer un substitut satisfactori per a la mantega, adequat per ús per les forces armades i les classes obreres, ja que no hi havia producció suficient per a tota la població. Hippolyte Mège-Mouriés va inventar una substància que va anomenar oleomargarina, el nom del qual es va escurçar al nom comercial "Margarina". L'oleomargarina s'obtenia prenent olis vegetals aclarits, extraient la porció líquida sota pressió, i llavors permetent-ho per solidificar-se. Quan s'hi addicionava butirina i aigua, feia un substitut de mantega barat.

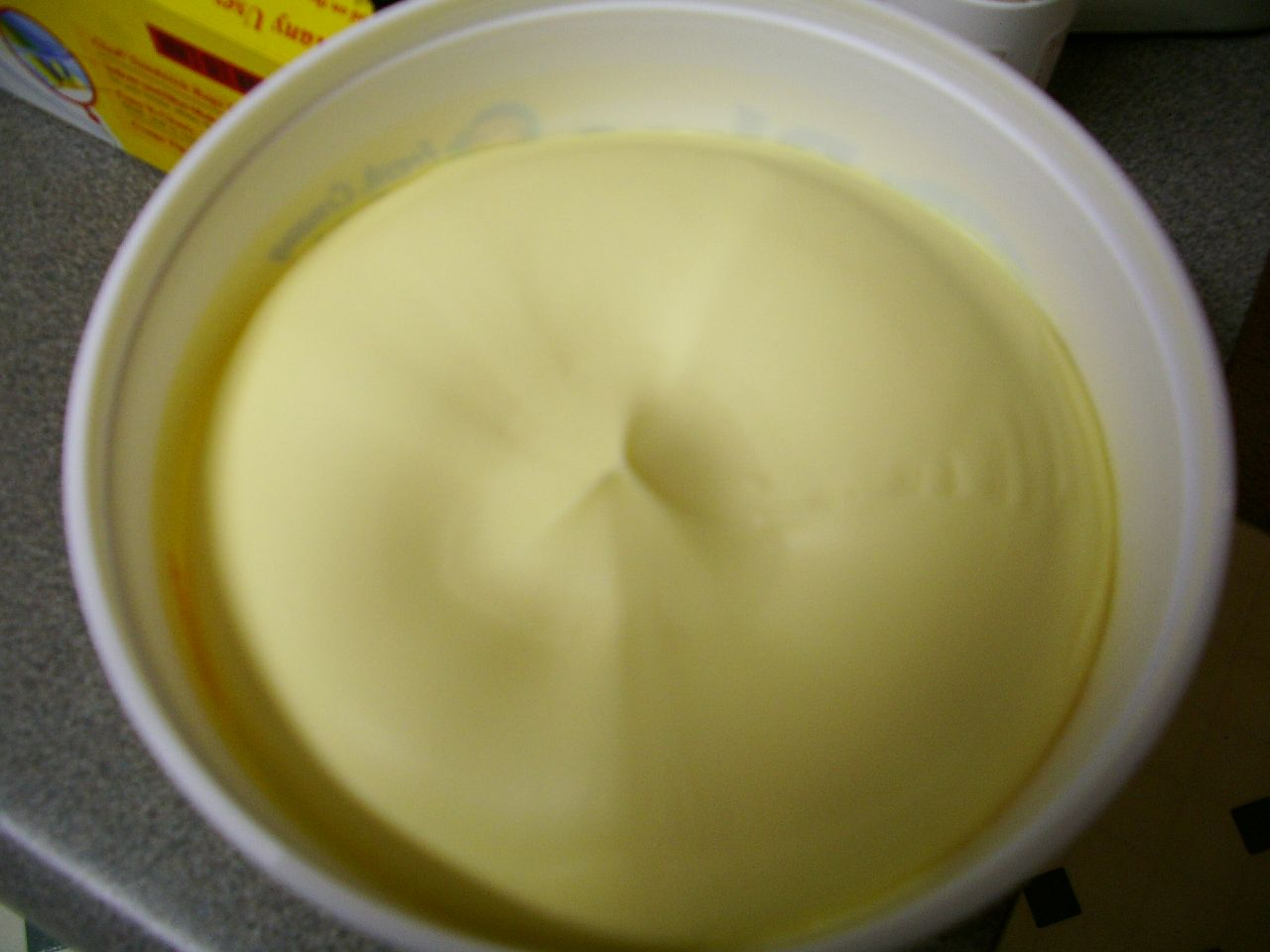
Margarina

El 1871 Mège-Mouriès va vendre la seva invenció a l'empresa holandesa Jurgens, un dels pilars de Unilever.